# Enrico Bertone
Enrico Bertone (ur. 24 września 1958) – włoski kierowca rajdowy, dwukrotny rajdowy mistrz Europy.
Uczestnictwo w rajdach zaczął w roku 1985, w latach 1991–2002 startował w Rajdowych Mistrzostwach Europy, które dwukrotnie wygrał w roku 1995 i 1999. W ERC wygrał jedenaście rajdów (trzykrotnie Rajd Barum, raz Rajd Polski). W roku 1995 został rajdowym mistrzem Czech, a w roku 1998 rajdowym mistrzem Słowacji. 